# Kristin Størmer Steira
Kristin Størmer Steira (Mo i Rana, 30 de abril de 1981) es una deportista noruega que compitió en esquí de fondo. Está casada con el esquiador canadiense Devon Kershaw.
Participó en tres Juegos Olímpicos de Invierno, entre los años 2006 y 2014, obteniendo dos medallas, oro en Vancouver 2010, en la prueba de relevo (junto con Vibeke Skofterud, Therese Johaug y Marit Bjørgen), y bronce en Sochi 2014, en los 30 km.
Ganó ocho medallas en el Campeonato Mundial de Esquí Nórdico entre los años 2005 y 2013.

## Palmarés internacional
| Juegos Olímpicos   | Juegos Olímpicos          | Juegos Olímpicos  | Juegos Olímpicos |
| Año                | Lugar                     | Medalla           | Prueba           |
| ------------------ | ------------------------- | ----------------- | ---------------- |
| 2010               | Vancouver (Canadá)        | Medalla de oro    | Relevo 4 × 5 km  |
| 2014               | Sochi (Rusia)             | Medalla de bronce | 30 km            |
| Campeonato Mundial |                           |                   |                  |
| Año                | Lugar                     | Medalla           | Prueba           |
| 2005               | Oberstdorf (Alemania)     | Medalla de oro    | Relevo 4 × 5 km  |
| 2005               | Oberstdorf (Alemania)     | Medalla de bronce | 15 km            |
| 2007               | Sapporo (Japón)           | Medalla de plata  | 30 km            |
| 2007               | Sapporo (Japón)           | Medalla de bronce | 15 km            |
| 2007               | Sapporo (Japón)           | Medalla de bronce | Relevo 4 × 5 km  |
| 2009               | Liberec (República Checa) | Medalla de plata  | 15 km            |
| 2011               | Oslo (Noruega)            | Medalla de oro    | Relevo 4 × 5 km  |
| 2013               | Val di Fiemme (Italia)    | Medalla de oro    | Relevo 4 × 5 km  |